# Kriegerdenkmal (Barsinghausen)

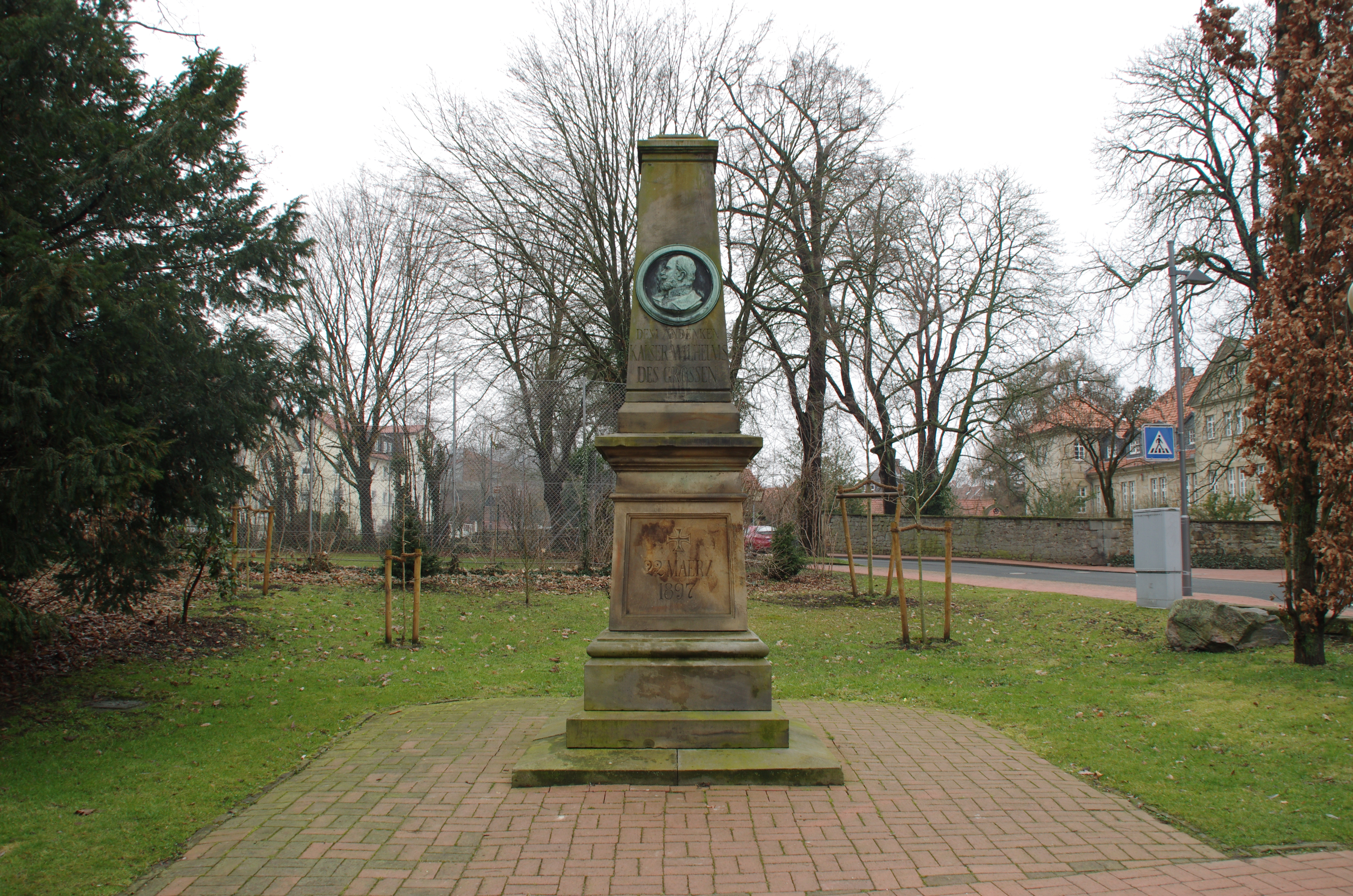
Barsinghausens Kaiser-Wilhelm-Denkmal

Das Kriegerdenkmal an der Bergamtstraße, zumeist das Alte Kriegerdenkmal genannt, ist ein Kulturdenkmal in Barsinghausen in der Region Hannover in Niedersachsen.

## Geschichte

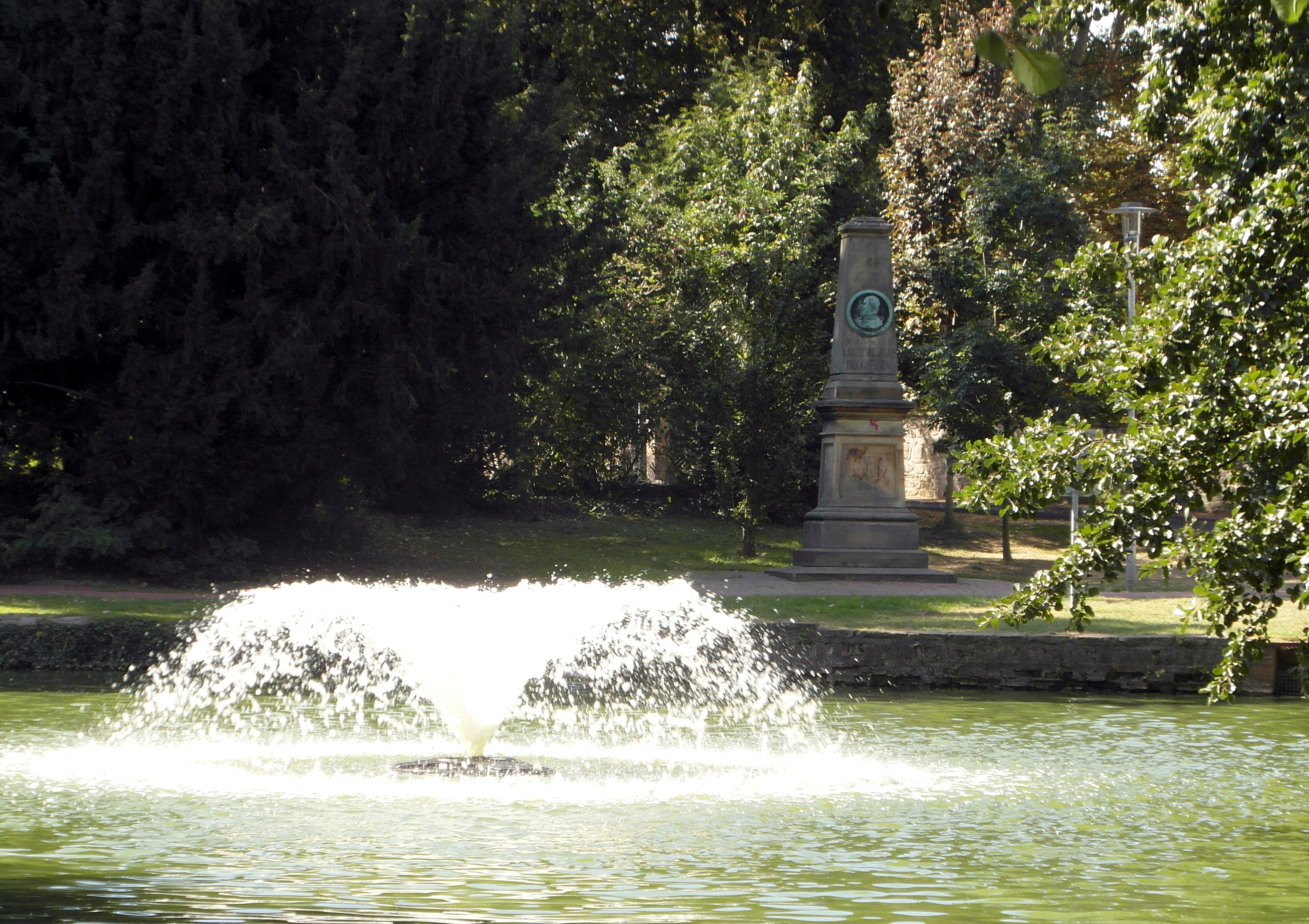
Der Ziegenteich, dahinter das Denkmal

Zum 100. Geburtstag von Kaiser Wilhelm I. am 22. März 1897 wurde auch in Barsinghausen ein Kaiser-Wilhelm-Denkmal aufgestellt.
Der Standort war im Ortszentrum auf dem Thie, an der Kreuzung Marktstraße/Kirchstraße.
Beim Denkmal war von der Jahrhundertwende bis zur Vorkriegszeit der Ort zahlreicher Feste und Umzüge der Barsinghäuser Vereine.
Nach dem Zweiten Weltkrieg wurde das Denkmal bei einer Straßenverbreiterung im September 1951 an seinen neuen Platz in der Grünanlage östlich des Ziegenteichs gegenüber dem Rathaus in der Bergamtsstraße transloziert.

## Beschreibung

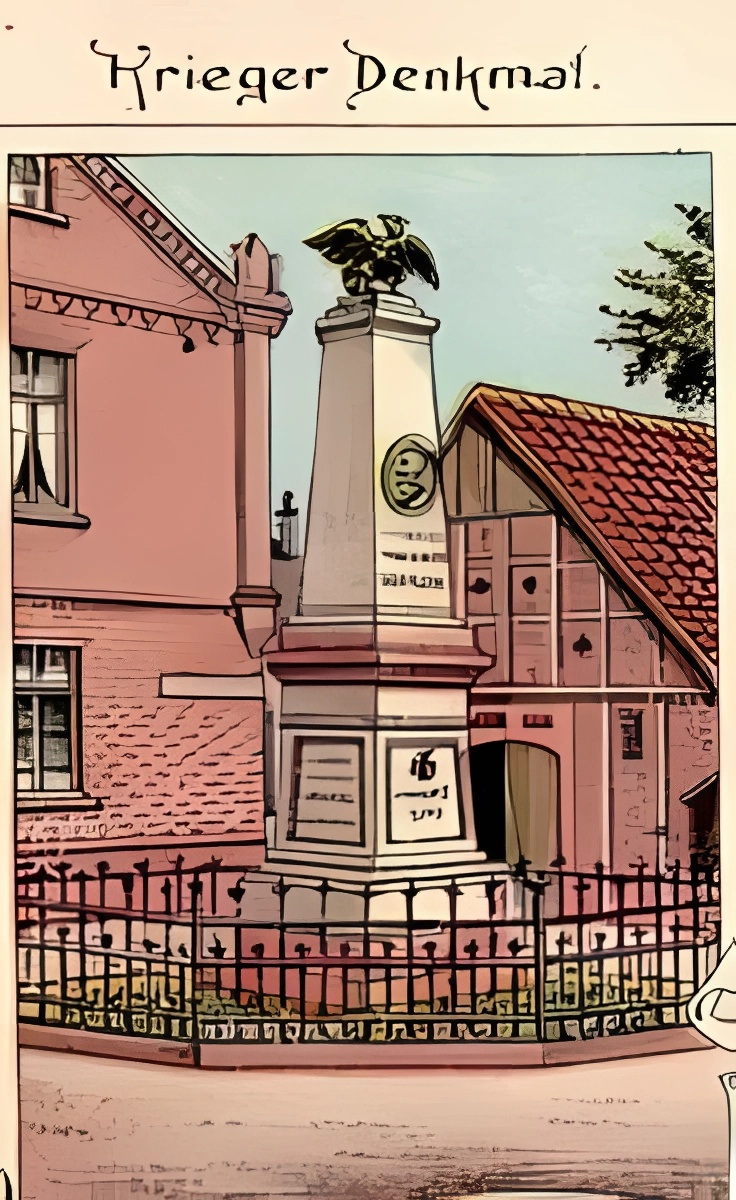
Das Denkmal am Thie.
Lithografie, um 1900

Im Gebiet des ehemaligen Königreichs Hannover sind wegen der Stimmung in der Bevölkerung nach der Annexion 1866 nur wenige Denkmale mit Bezug zu Preußen oder der Reichsgründung errichtet worden.
Das Denkmal ist ein Obelisk aus Wealden-Sandstein auf einem mehrstufig gegliederten Sockel auf quadratischer Basis.
Es ist ein Werk des Barsinghäuser Steinhauermeisters und Ortsvorstehers August Gehrke.
Die Ostseite des Obelisken schmückt ein rundes Bronzemedaillon mit einem Reliefporträt Kaiser Wilhelms I. Darunter steht die Inschrift „DEM ANDENKEN KAISER WILHELMS DES GROSSEN“.
Eine Inschrift an dieser Seite des Sockels nennt unter einem Tatzenkreuz den 22. März 1897, das Datum des 100. Geburtstags des Kaisers und der Einweihung des Denkmals.
An der Nordseite des Sockels steht der Nachsatz „UND SEINEN TAPFEREN KRIEGERN“.
An der Südseite steht die Inschrift „GEWIDMET VON DER GEMEINDE BARSINGHAUSEN“.
Die Westseite war ursprünglich nur mit den Jahreszahlen „1870=1871 1864=1866“ beschriftet.
Im Jahr 1929 wurden darunter die Namen zweier Barsinghäuser ergänzt, die als Teilnehmer der Schlacht bei Langensalza auf hannoverscher Seite gefallen waren.

„Aug. Nettelmann gef. 27.6.1866
Wilh. Senne verw. 27.6.1866
gest. 17.8.1868“

Durch diese nachträgliche Ergänzung ist das Denkmal zugleich dem Preußen Wilhelm I. und zwei der Soldaten gewidmet, die bei Langensalza gegen die preußische Armee kämpften.
Auf der Spitze des Denkmalobelisken war einst ein Bronzeadler angebracht.
Die Skulptur wurde vor längerer Zeit durch Vandalismus schwer beschädigt. Reparaturversuche blieben erfolglos, da das dünne Blech zerbröselte. Die Bruchstücke des Adlers lagerten erst auf dem Dachboden des Rathauses und später auf dem Baubetriebshof und gingen irgendwann verloren.
Anfang der 1990er Jahre wurde ergebnislos erörtert, eine steinerne Ersatzskulptur anzufertigen.

## Denkmalschutz
Das Denkmal ist unter der Bezeichnung „Kaiser- und Kriegerdenkmal“ als Einzeldenkmal gemäß § 3 Abs. 2 NDSchG geschützt. An der Erhaltung des Kaiser- und Kriegerdenkmal besteht aufgrund des geschichtlichen Zeugnis- und Schauwertes ein öffentliches Interesse.